# Макерио
Макерио (итал. Macherio) — коммуна в Италии, в провинции Монца-э-Брианца области Ломбардия.
Население составляет 6751 человек (на 2004 г.), плотность населения составляет 2154 чел./км². Занимает площадь 3 км². Почтовый индекс — 20050. Телефонный код — 039.
Покровителем коммуны почитается святой Кассиан из Имолы, празднование в последнее воскресение августа.
Сильвио Берлускони владеет одной из исторических вилл в городе.
В городе проживает небольшая марокканская община, которая поддерживает деятельность исламского культурного центра.